# 概念法学
概念法学（がいねんほうがく）とは、制定法（特にローマ法大全）を完全なものであると考え、その解釈や運用に際しては形式論理に終始する態度のことである。ローマ法学者のイェーリングが、自由法学の立場からサヴィニーらをはじめとする従前のドイツ法学理論を批判的に述べる際に使った呼称である。
転じて、現実を無視した形式論的な考察態度、いわゆる「机上の空論」を批判していう場合に用いられる。現実の裁判における基準として機能しない、または機能させることをそもそも考えていないような法的理論に対して向けられることが多い。
主な思想
- 成文法の排他的尊重
- 論理的完足性の思想
- 判例の否定
- 法解釈の純粋認識的性格の主張